# Facundo Monteseirín
Facundo Daniel Monteseirín (Cutral Có, 12 de março de 1995) é um futebolista profissional argentino que atua como defensor e atualmente defende o Club Deportivo Unión San Felipe da Primeira B do Chile.

## Trajetória
Seus primeiros passos foram dados no Alianza Cutral-Có e no Club Pérfora. Em seguida, passou pelas divisões de base do Gimnasia y Esgrima La Plata e do Boca Juniors, onde esteve de 2011 a 2012. Posteriormente, ficou em condição de "livre" e, aos 16 anos, foi selecionado pelo Club Atlético Lanús.
Fez sua estreia em 27 de março de 2014 na vitória de sua equipe Lanús por 2-0 contra o Cerro Porteño, em um jogo da fase de grupos da Copa Libertadores. Graças a boas atuações, conquistou a continuidade no time titular. Permaneceu no Lanús até meados de 2017, onde disputou 21 partidas e marcou um gol em seu primeiro ciclo como jogador "granate".
Em julho de 2017, transferiu-se para o Arsenal Fútbol Club, onde disputou 27 partidas e anotou um gol.
Para a temporada 2018 - 2019, retornou ao Lanús, onde só conseguiu disputar uma partida, devido a uma lesão no joelho que o afastou dos campos por oito meses.
Em julho de 2019, chegou ao San Martín (San Juan). Em maio de 2020, ficou em condição de livre, após o clube cuyano informar que não renovaria seu contrato durante o andamento do campeonato da Primeira Nacional de futebol.
Em janeiro de 2022, chegou ao Nueva Chicago em condição de livre, após rescindir seu contrato de comum acordo com o Tigre, depois de perder espaço no elenco de Diego Martínez.
Em maio de 2023, chegou ao Chaco For Ever da Primeira Nacional, também como jogador livre, após a falta de pagamento do Nueva Chicago.

## Carreira

### Lanús
Facundo Monteseirín se profissionalizou no Club Atlético Lanús‎, em 2013. Facundo Monteseirín integrou o Club Atlético Lanús‎ na campanha vitoriosa da Copa Sul-Americana de 2013|.

## Títulos
Lanús
- Copa Sul-Americana: 2013